# Wilco Louw
Wilco Mario Louw (Ceres, 20 luglio 1994) è un rugbista a 15 sudafricano, che gioca nel ruolo di pilone negli Harlequins in English Premiership.

## Biografia
A livello giovanile, Louw giocò inizialmente nei Boland Cavaliers. Nel 2013 passò ai Blue Bulls dove continuò la sua formazione rugbistica per altri due anni senza, però, esordire in prima squadra. Nel 2015 si trasferì a Città del Capo, dove fece il suo debutto professionistico con la franchigia degli Stormers nella prima giornata del Super Rugby. Dopo poco più di un mese, scese per la prima volta in campo anche con la maglia di Western Province durante la Vodacom Cup. Nell'autunno dello stesso anno disputò, sempre con Western Province, anche la sua prima edizione della Currie Cup, nella quale giunse fino alla finale persa con i Golden Lions. Successivamente mancò i primi sei mesi della stagione 2016 (tra cui buona parte del Super Rugby) a causa della rottura del legamento crociato posteriore subita durante le amichevoli pre-stagionali. L'annata 2017 fu più fortunata in quanto lo vide raggiungere i quarti di finale del Super Rugby con gli Stormers e conquistare il titolo in Currie Cup con Western Province. Arrivò alla sua terza finale nella competizione nazionale sudafricana nel 2018, ma perse contro i Natal Sharks. Durante la Coppa del Mondo di rugby 2019 trascorse tre mesi in prestito al Tolone come rimpiazzo dei giocatori partecipanti alla competizione iridata. Una volta tornato in Sudafrica, giocò la sua ultima stagione di Super Rugby con gli Stormers poiché, nel febbraio 2020, annunciò il suo trasferimento agli Harlequins a partire dalla stagione 2020-2021 di English Premiership.
A livello internazionale, Louw si classificò al secondo posto del Campionato mondiale giovanile di rugby 2014, giungendo con il Sudafrica under-20 alla finale persa con l'Inghilterra. Il suo debutto con il Sudafrica avvenne nell'ultima giornata del The Rugby Championship 2017, quando subentrò dalla panchina nella sfida alla Nuova Zelanda. Successivamente il commissario tecnico Allister Coetzee lo convocò e lo schierò in tutti gli incontri del tour autunnale degli Springboks. Il nuovo selezionatore della nazionale sudafricana Rassie Erasmus lo chiamò per le amichevoli del giugno 2018, dove giocò contro Galles e Inghilterra. Scese poi in campo in quattro partite del The Rugby Championship 2018 e in un'unica sfida del tour europeo di fine anno. L'anno seguente giocò solamente l'amichevole pre-mondiale contro l'Argentina senza riuscire a conquistare un posto nella squadra del Sudafrica per la Coppa del Mondo di rugby 2019.

## Palmarès
- Premiership: 1
Harlequins: 2020-21
- Currie Cup: 1
Western Province: 2017